# Psychotria megacephala
Psychotria megacephala är en måreväxtart som beskrevs av Julian Alfred Steyermark. Psychotria megacephala ingår i släktet Psychotria och familjen måreväxter. Inga underarter finns listade i Catalogue of Life.